# Botlik József
Botlik József (Szőny, 1949. január 15. –) magyar történész, író, teológus, egyetemi oktató, újságíró.

## Élete
Gyermek- és ifjúkorát Dunaalmáson töltötte. Anyai ágon felvidéki, apai ágon székelyföldi (Gyergyó) gyökerű, ami döntően meghatározta az elszakított területen élő kisebbségi magyarság sorsa iránti elkötelezettségét. Fogadott szülőföldje Kárpátalja. 
1974-ben újságírói, 1980-ban az Eötvös Loránd Tudományegyetemen történelem szakos középiskolai tanári és könyvtáros képesítést, 1996-ban pedig a Sola Scriptura Lelkészképző és Teológiai Főiskolán hittanári oklevelet, 1982-ben egyetemi doktori, 2004-ben az ELTE-n PhD doktori fokozatot szerzett. Ugyanezen évtől a Pázmány Péter Katolikus Egyetem oktatója.
A PPKE Történelemtudományi Doktori Iskola témakiírója, témavezetettjei közül heten szereztek PhD fokozatot, 10 fő abszolutóriumot szerzett. A PPKE Történelemtudományi Doktori Iskola Tanácsának belső, választott tagja (2010–2017).
Kutatási területe a 20. századi magyar történelem és a határon túli magyarság története.
30 könyve jelent meg, ebből kettő az Amerikai Egyesült Államokban angol nyelven. Ezen kívül több mint 200 tudományos publikációja látott napvilágot, valamint 35 hosszabb történelmi ismeretterjesztő filmet (ebből 30-nak a forgatókönyvét is ő írta) és 40 önálló rádióműsort készített.

## Művei
- 1986 Német és szlovák nemzetiségek Komárom megyében (1957–1982). Tatabánya
- 1988 Erdély tíz tételben (1918–1940). Budapest
- 1997 Hármas kereszt alatt. Görögkatolikusok Kárpátalján az ungvári uniótól napjainkig. 1646–1997. Budapest
- 1998 Hármas kereszt alatt. Görögkatolikusok Kárpátalján az ungvári uniótól napjainkig. 1646–1997. Budapest, 2. kiadás. (Glaube in der 2. Welt Intézet. 8702 Zollikon, Bergstr 6. Svájc)
- 2000 Egestas Subcarpathica – Adalékok az Északkeleti-Felvidék és Kárpátalja XIX–XX. századi történetéhez. Budapest
- 2001 Gát. (Falumonográfia, Kárpátalja). Budapest
- 2003 A hűség csapdájában. Kovács Vilmos (1927–1977). Pályakép és korrajz. Ungvár–Budapest
- 2005 Közigazgatás és nemzetiségi politika Kárpátalján I. köt. Magyarok, ruszinok, csehek és ukránok 1938–1945
- II. köt. A Magyarországhoz történt visszatérés után 1939–1945. Nyíregyháza
- 2007 A magyar közalkalmazottak tömeges kiűzése Burgenlandból. Kisebbségkutatás 2007/1.
- 2008 Eduard Beneš and Podkarpatská Rus. Hungarians, Rusins and Czechs in Subcarpathia 1919–1938/1939 Corvinus Publishing 2008 Printed in the United States of America Library of Congress No.: 2008927406
- 2008 Nyugat-Magyarország sorsa 1918–1921. Vasszilvágy
- 2010 Görögkatolikus vértanúk a Kárpát-medencében 1914–1976. Budapest
- 2011 Az őrvidéki magyarság sorsa 1922–1945. Vasszilvágy
- 2012 The Fate of Western Hungary 1918–1921 Matthias Corvinus Publishers Buffalo–Hamilton, 2012 Printed in the United States LIbrary of Congress Control Number: 2012947894
- 2012 Nyugat-Magyarország sorsa 1918–1921. Vasszilvágy. Második, javított kiadás.
- 2013 Egán Ede, a magyar és a ruszin nép vértanúja. Trianoni Szemle V/1–2. szám 2013. január – június, 14–26. o.
- 2015 Az őrvidéki magyarság sorsa 1945–1989 – Kitekintéssel 2014-ig. Vasszilvágy
- 2015 A reménnyel győzködjük magunkat. Magyarok a délszláv háborúban 1991–1998. Budapest
- 2015 A visszacsatolt területek képviselői és felsőházi tagjai 1938–44. I. köt. Budapest, Keskenyúton Délvidéki Tragédiánk 1944–45 Alapítvány, 143 o.
- 2016 A nemzetpolitikus Bartha Miklós (1848–1905) élete, munkássága és emlékezete. Lakitelek.
- 2018 A magyar nemzetpolitika előfutárai. Darányi Ignác–Egán Ede–Kazy József. Budapest
- 2019 A haza ifjú hőse. Egán Iván Pál (1927–1944). Budapest
- 2020 Nemzetünket szolgálták. A visszacsatolt területek felsőházi és képviselőházi tagjai a Magyar Országgyűlésben (1938–1944). Budapest, Keskenyúton Délvidéki Tragédiánk 1944–45 Alapítvány, 812 o.
- 2022 Mindenkor a hazáért. Fejezetek az Egán nemzetség történetéből 1809-től napjainkig, Szeged
- 2022 Egy ifjú önfeláldozása Magyarországért. Egán Iván Pál (1927–1944) élete és hősi halála. Budapest
- 2022 A ruszin nép vértanúja Bródy András (1895–1946). Budapest
- 2023 Eltitkolt népirtás a Délvidéken. (1944. október – 1948. március). Budapest, Keskenyúton Délvidéki Tragédiánk 1944–45 Alapítvány, 515 o.
- 2024 A máramarosi rutén skizma-per 1913-14-ben. Duliskovich Arnold detektívfelügyelő, a méltatlanul elfeledett koronatanú. Trianoni Szemle, Különszám 2024. 3. szám, 44-68. o.

Társszerző
- 1991 Ez hát a hon… Tények, adatok, dokumentumok a kárpátaljai magyarság életéből 1918-1991. Budapest – Szeged (Dupka Györggyel)
- 1993 Magyarlakta települések ezredéve Kárpátalján. Budapest–Ungvár. (Dupka Györggyel)
- 1994 Eltévedt mezsgyekövek. Adalékok a délvidéki magyarság történetéhez 1918–1993. Budapest (Csorba Bélával és Dudás Károllyal)
- 2024 Magyarország és Erdély 1848-49. Történelmi atlasz általános- és középiskolások részére. Budapest. 73 o. (Faragó Imrével és Lados Balázzsal)

## Díjai, elismerései
- Váradi-Sternberg János p-díj (2000)
- Magyar Művészetért díj (2009)
- Pro Patria in Exteris (Corvinus Society Kanada), 2009
- Kárpátaljai Magyar Nívódíj (2010)
- Hodinka Antal-díj (2010)
- Pável Ágoston Emlékérem (Vas Megye Önkormányzatának Közgyűlése, 2012)
- Pro Patria in Exteris (Corvinus Society Kanada), 2018
- Magyar Érdemrend Lovagkeresztje polgári tagozat (2020)